# Wafiq as-Samarrai

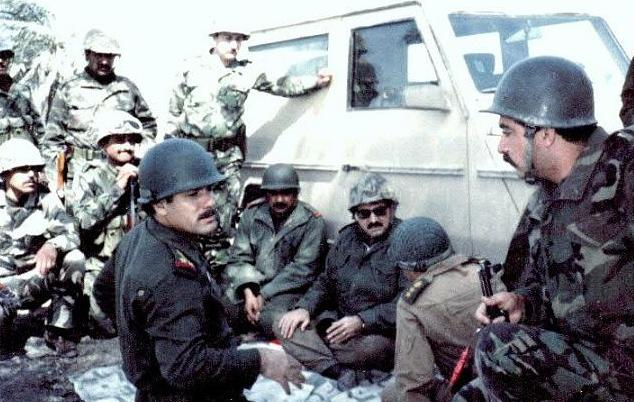
Wafiq as-Samarrai (Mitte links; 1986)

Wafiq Adschil Hamud as-Samarrai (arabisch وفيق عجيل حمود السامرائي, DMG Wafīq ʿAǧīl Ḥammūd as-Sāmarrāʾī; geb. 1. Juli 1947 in Samarra, Königreich Irak; gest. 29. August 2022 in London, Vereinigtes Königreich) war ein irakischer General, der Chef des allgemeinen militärischen Geheimdienstes des Landes war.

## Leben
As-Samarrai fungierte 1988 während des Völkermords von Anfal als stellvertretender Direktor des militärischen Nachrichtendienstes im Irak. Während des iranisch-irakischen Krieges arbeitete er im irakischen Nachrichtendienst und wurde 1990 zum Leiter des militärischen Nachrichtendienstes ernannt. Im Dezember 1994 desertierte er, reiste nach Kirkuk und überquerte nach einem 30-stündigen Fußmarsch die Grenze zur nordkurdischen Enklave.
Anfangs schloss er sich Ahmad al-Dschalabi, dem Führer des Irakischen Nationalkongresses, an. Im März 1995 provozierten sie einen Konflikt zwischen kurdischen Gruppen und der irakischen Armee, der scheiterte, als die Aufständischen keine amerikanische Luftunterstützung erhielten. As-Samarrai flüchtete nach Syrien und erreichte schließlich 1998 London, wo er eine Oppositionsgruppe namens „Höherer Rat für die nationale Rettung“ leitete. Diese Gruppe hatte ihren Sitz in Dänemark.
Nach seiner Desertion berichtete Qusai Hussein hochrangigen irakischen Beamten, darunter Raad Madschid al-Hamdani, dass as-Samarrai seit 1982 als Geheimagent für Dschalal Talabani und den Iran tätig gewesen sei. Der ehemalige Generalmajor Mizher Rashid al-Tarfa al-Ubaydi vom irakischen Geheimdienst behauptete, dass as-Samarrai geflohen sei, weil er befürchtete, verhaftet zu werden.
Im Jahr 2003 kehrte er in seine Heimatstadt Samarra im Irak zurück und blieb dort, bis er 2005 zum nationalen Sicherheitsberater von Präsident Dschalal Talabani ernannt wurde. Er wurde in die Grüne Zone in Bagdad versetzt. 2008 wurde er aufgrund von Dokumenten, die ihn mit den Operationen der irakischen Streitkräfte gegen die Aufständischen von 1991 in Verbindung brachten, seines Amtes enthoben.
Am 6. März 2008 wurde auf der Website der irakischen Präsidentschaft bekannt gegeben, dass alle Einschränkungen gegen General Wafiq as-Samarrai aufgehoben wurden, einschließlich des Einfrierens seines Vermögens. Der Richter des Obersten Strafgerichtshofs, Adnan Al Badri, gab bekannt, dass bei einer Untersuchung keine Beweise gefunden wurden, die as-Samarrai mit Angriffen der irakischen Armee auf Kurden und Schiiten im Jahr 1991 in Verbindung brachten.
Dennoch entschied sich Samarrai, nach London zu reisen und gab bekannt, dass er nicht mehr in den Irak zurückkehren werde. Am 29. August 2022 verstarb er in London, ein Jahr nach seiner Einlieferung in ein Krankenhaus aufgrund einer Krebserkrankung.